# Zgornje Jarše
Zgornje Jarše – wieś w Słowenii, w gminie Domžale. W 2018 roku liczyła 353 mieszkańców.